# Cycnia niveola
Cycnia niveola là một loài bướm đêm thuộc phân họ Arctiinae, họ Erebidae.